# 페드루 프로엔사
페드루 프로엔사 올리베이라 알베스 가흐시아(Pedro Proença Oliveira Alves Garcia, 1970년 11월 3일~)는 포르투갈의 축구 심판이다.
리스본 출신으로, 프로엔사는 1998년을 기점으로 포르투갈 리그의 주심으로 활동하였으며, 2003년에는 FIFA 국제 심판 명단에 이름을 올렸다. 1년 후, 그는 2004 UEFA U-19 챔피언쉽에서 터키와 스페인간의 결승전을 포함한 3경기에서 주심을 맡았다.
2004년 12월, 프로엔사는 AEK 아테네 FC와 ND 고리차 간의 UEFA컵 1라운드 2차전의 주심을 맡으며, 처음으로 유럽대항전에 활동하였다. 이후, 2007년 9월에 PSV 에인트호번과 PFC CSKA 모스크바 간의 경기에서 UEFA 챔피언스리그 경기 주심을 처음으로 맡았다. 이 경기는 에인트호번의 2-1 승리로 끝났다. 2006-07 시즌, 프로엔사는 포르투갈 올해의 주심으로 선정되었다. 2011년 6월 22일, 그는 2010-11 시즌의 최고 주심으로 포르투갈 축구 협회에 의해 선정되었다. 2012년 5월 13일, 프로엔사는 첼시 FC와 FC 바이에른 뮌헨간의 UEFA 챔피언스리그 결승전 주심으로 선정되었다. 이 경기는 그가 지금까지 맡아본 경기들 중 가장 중요한 경기였다.
또 UEFA 유로 2012 조별리그 스웨덴 대 프랑스전, 8강 잉글랜드 대 이탈리아전, 결승전 스페인 대 이탈리아전 주심을 봤다.